# Razija Mujanović
Razija Mujanović, née le 15 avril 1967 à Čelić, en République socialiste de Bosnie-Herzégovine, est une joueuse yougoslave puis bosnienne de basket-ball. Elle évolue au poste de pivot.

## Biographie
Elle commence sa carrière au Jedinstvo Aida de Tuzla, puis joue dans les championnats italien, espagnol, brésilien, américain, croate et hongrois.
Avec l'équipe nationale yougoslave, elle remporte l'argent au championnat d'Europe 1991, l'argent olympique en 1988, l'argent au championnat du monde 1990. Elle joue pour l'équipe nationale de Bosnie jusqu'en septembre 1997.
En août 2017, elle est élue au FIBA Hall of Fame .

## Palmarès
Avec l'équipe de Yougoslavie de basket-ball féminin :
- Vice-championne d'Europe 1991
- Vice-championne olympique 1988
- Vice-championne du monde 1990

## Distinctions personnelles
- Meilleure joueuse européenne (1991, 1994 et 1995)[3].